# Zygophyllum suffruticosum
Zygophyllum suffruticosum là một loài thực vật có hoa trong họ Zygophyllaceae. Loài này được Schinz miêu tả khoa học đầu tiên năm 1894.